# Elisabeta Lazăr
Elisabeta Lazăr (nacida como Erzsébet Lázár, Arad, 22 de agosto de 1950) es una deportista rumana que compitió en remo.
Participó en los Juegos Olímpicos de Montreal 1976, obteniendo una medalla de bronce en la prueba de cuatro scull con timonel. Ganó una medalla en el Campeonato Mundial de Remo de 1974 y tres medallas en el Campeonato Europeo de Remo entre los años 1970 y 1973.

## Palmarés internacional
| Juegos Olímpicos   | Juegos Olímpicos       | Juegos Olímpicos  | Juegos Olímpicos         |
| Año                | Lugar                  | Medalla           | Prueba                   |
| ------------------ | ---------------------- | ----------------- | ------------------------ |
| 1976               | Montreal (Canadá)      | Medalla de bronce | Cuatro scull con timonel |
| Campeonato Mundial |                        |                   |                          |
| Año                | Lugar                  | Medalla           | Prueba                   |
| 1974               | Lucerna (Suiza)        | Medalla de plata  | Cuatro scull con timonel |
| Campeonato Europeo |                        |                   |                          |
| Año                | Lugar                  | Medalla           | Prueba                   |
| 1970               | Tata (Hungría)         | Medalla de oro    | Cuatro scull con timonel |
| 1971               | Copenhague (Dinamarca) | Medalla de oro    | Cuatro scull con timonel |
| 1973               | Moscú (URSS)           | Medalla de plata  | Cuatro scull con timonel |